# Associazione Calcio Prato 2000-2001
Questa pagina raccoglie le informazioni riguardanti l'Associazione Calcio Prato nelle competizioni ufficiali della stagione 2000-2001.

## Rosa
| N. |                   | Ruolo | Calciatore            |
| -- | ----------------- | ----- | --------------------- |
|    | Italia (bandiera) | A     | Giovanni Abate        |
|    | Italia (bandiera) | D     | Matteo Bonatti        |
|    | Italia (bandiera) | D     | Simone Bonomi         |
|    | Italia (bandiera) | C     | Alessandro Brancaccio |
|    | Italia (bandiera) | P     | Alessandro Brunetti   |
|    | Italia (bandiera) | D     | Roberto Bucchioni     |
|    | Italia (bandiera) | A     | Marco Cellini         |
|    | Italia (bandiera) | D     | Luca Compagnon        |
|    | Italia (bandiera) | C     | Michele Desole        |
|    | Italia (bandiera) | C     | Fulvio Fedi           |
|    | Italia (bandiera) | A     | Emanuele Fiore        |
|    | Italia (bandiera) | P     | Gabriele Giaroli      |
|    | Italia (bandiera) | C     | Marco Gori            |

| N. |                   | Ruolo | Calciatore         |
| -- | ----------------- | ----- | ------------------ |
|    | Italia (bandiera) | D     | Giuliano Lamma     |
|    | Italia (bandiera) | D     | Matteo Minelli     |
|    | Italia (bandiera) | C     | Mario Morfeo (II)  |
|    | Italia (bandiera) | C     | Nicola Padoin      |
|    | Italia (bandiera) | D     | Cristian Pagliai   |
|    | Italia (bandiera) | A     | Matteo Pelatti     |
|    | Italia (bandiera) | D     | Gianluca Scopel    |
|    | Italia (bandiera) | C     | Giovanni Serrapica |
|    | Italia (bandiera) | P     | Paolo Toccafondi   |
|    | Italia (bandiera) | A     | Manuel Viviani     |
|    | Italia (bandiera) | C     | Gennaro Volpe      |
|    | Italia (bandiera) | C     | Filippo Zacchei    |